# 7e régiment de fusiliers motorisés de la Garde
Pour les articles homonymes, voir 7e régiment.
Le 7e régiment de fusiliers motorisés de la Garde (en russe : 7-й гвардейский мотострелковый полк, abrégé 7-й гв. мсп), de son nom complet le 7e régiment indépendant de fusiliers motorisés de la Garde « Moskovaïa-Minsk Proletarskaïa » des ordres de Lénine, du Drapeau rouge en double, de Souvorov et de Koutouzov (en russe : 7-й отдельный гвардейский мотострелковый Пролетарский Московско-Минский ордена Ленина, дважды Краснознамённый, орденов Суворова и Кутузова полк), numéro d'unité militaire 06414, est une unité des forces terrestres russes.
L'unité fait partie du 11e corps d'armée, basée à Kaliningrad (oblast de Kaliningrad), dans le district militaire ouest.

## Historique
Le 7e régiment de fusiliers motorisés de la Garde hérite des récompenses, des archives historiques, de la gloire militaire et des titres honorifiques de la 1re division de fusiliers motorisés de la Garde. Renommée le 1er juin 2002, la division est réorganisée en 7e brigade indépendante de fusiliers motorisés de la Garde.
Le 1er décembre 2008, l'unité est renommée 7e régiment indépendant de fusiliers motorisés de la Garde.
Les 16 et 17 décembre 2016, le régiment célèbre le 90e anniversaire de sa première formation. Le premier vice-président du Conseil des forces armées de la fédération de Russie et des vétérans de la division, parmi lesquels des anciens soldats de la Seconde Guerre mondiale, ont participé aux célébrations.
Depuis février 2022, l'unité est engagée dans l'invasion russe de l'Ukraine. Deux soldats du régiment sont accusés de crimes de guerre sur le théâtre ukrainien par le SBU. Selon les services secrets de l'État ukrainien, au printemps 2022, dans les parties occupées des raïons de Koupiansk et d'Izioum de l'oblast de Kharkiv, les troupes russes auraient arrêté et tué des résidents locaux, pillé des biens privés, dont 6 voitures et camions, destinés à l'utilisation en Russie. Le SBU soupçonne le militaire russe Vitali Poddoubni d'avoir assassiné un agriculteur local dans le village de Bezmiatejnoïe (raïon de Koupiansk),.
Le régiment est redéployé sur le front lors de l'offensive de Kharkiv de 2024. Selon les Ukrainiens (au 16 mai 2024), l'unité aurait subi 70 % de pertes en moins de deux semaines et aurait été rendue « inefficace au combat ».